# Melbourne Demons
Melbourne Demons är en professionell australisk fotbollsklubb från Melbourne, Victoria. Klubben tävlar i Australian Football League.

## Klubblåt
| Engelsk originaltext | Svensk översättning |
| --- | ------------------- |
| It's a grand old flag, It's a high flying flag It's the emblem for me and for you It's the emblem of the team we love The team of the red and the blue For every heart beats true For the red and the blue As we sing this song to you Should auld acquaintance be forgot Keep your eye on the red and the blue! |                     |